# George K. Arthur
George K. Arthur (27 de janeiro de 1899 – 30 de maio de 1985) foi um produtor e ator britânico. Ele apareceu em 59 filmes entre 1919 e 1935. Ganhou um Oscar de melhor curta-metragem em 1956 para o filme The Bespoke Overcoat. Ele nasceu em Littlehampton, Sussex, na Inglaterra e faleceu em Nova Iorque, nos Estados Unidos.

## Filmografia selecionada
- Spring Fever (1919)
- Kipps (1921)
- The Wheels of Chance (1922)
- Flames of Passion (1922)
- The Last of Mrs. Cheyney (1929)
- Chasing Rainbows (1930)
- Looking Forward (1933)
- Riptide (1934)
- The Bespoke Overcoat (1956) - produziu